# Gewone tongorchis
De gewone tongorchis (Serapias lingua) is een orchidee. De plant komt voor in het Middellandse Zeegebied.
De plant dankt zijn naam aan zijn opvallende tongvormige bloemlip.

## Naamgeving enetymologie
- Synoniem: Orchis lingua (L.) Scop. (1772), Helleborine lingua (L.) Pers. (1807), Serapiastrum lingua (L.) A.A. Eaton (1908)
- Frans: Sérapias en langue, sérapias à languette, sérapias petite langue
- Engels: Tongue orchid

De botanische naam Serapias is ontleend aan de Egyptische god Serapis. De soortaanduiding lingua komt uit het Latijn en betekent in dit verband 'tong'.

## Kenmerken

### Plant
De gewone tongorchis is een 10–35 cm hoge plant. De bloemstengel heeft een bladrozet en één tot vijf bloemen.

### Bladeren
De plant heeft onderaan de stengel een bladrozet van lichtgroene, ongevlekte lancetvormige bladeren en hogerop één of twee kleinere bladeren langs de stengel. De schutbladen zijn rood gekleurd.

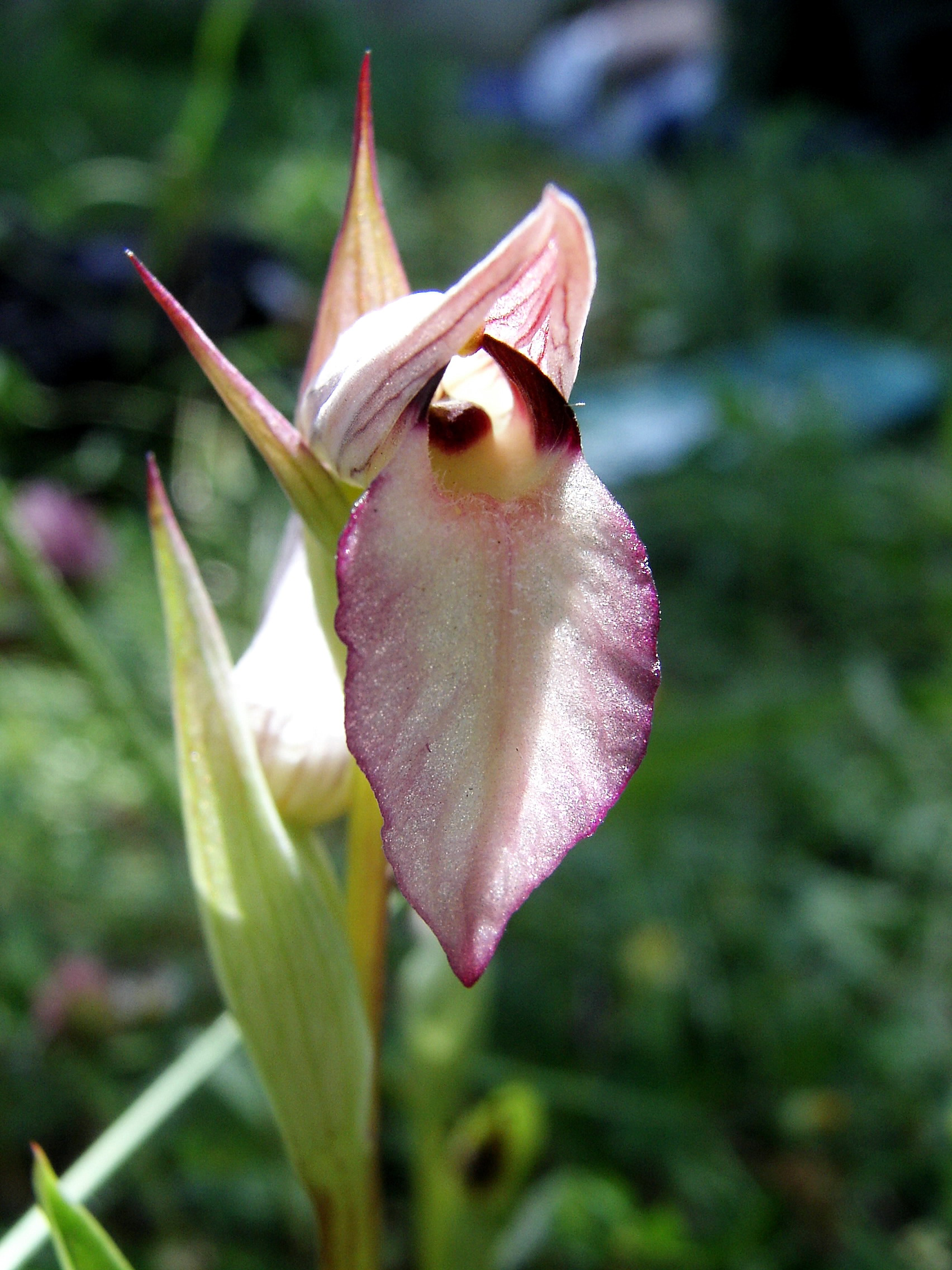
Gewone tongorchis, detail bloem

### Bloemen
De tot 2,5 cm lange bloem heeft een opvallende tongvormige lip, die zeer variabel van vorm is en een kleur heeft met schakeringen van wit over roze naar wijnrood, soms met donkerder nerven. De lip heeft een karakteristieke verdikte en donkerrode tot bruine plek aan de basis. De drie sepalen vormen een helm en zijn meestal donkerder gekleurd met donkerrode nerven.
De bloeitijd is van maart tot juni.

## Habitat
De gewone tongorchis prefereert kalk- tot leemrijke gronden op zonnige of licht beschaduwde plaatsen zoals vochtige of droge graslanden, bermen, bosranden, lichte bossen. In de bergen komt de soort voor tot op hoogtes van 1200 m.

## Voorkomen
De gewone tongorchis is net als de andere soorten van hetzelfde geslacht een plant die voornamelijk voorkomt in het Middellandse Zeegebied: Spanje, Zuid-Frankrijk, Italië, Griekenland, Turkije en Noord-Afrika. Van alle soorten tongorchissen komt de gewone tongorchis het meest noordelijk voor en kan aan de Atlantische kust gevonden worden.

## Verwante en gelijkende soorten
De gewone tongorchis kan door zijn kleur en vorm enkel verward worden met andere soorten uit hetzelfde geslacht.

## Bedreiging en bescherming
De tongorchis is beschermd in onder meer Turkije en Malta.

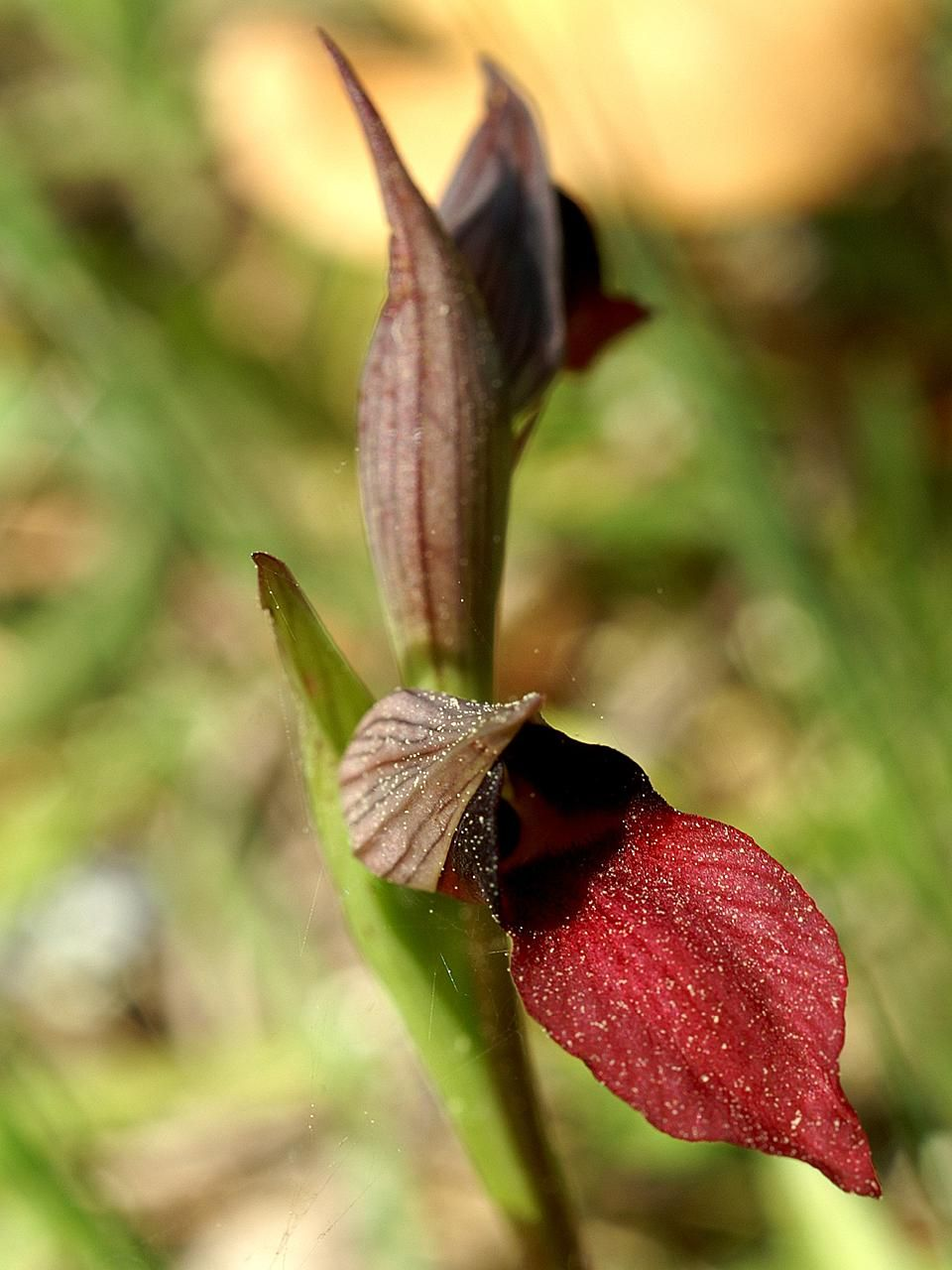
Gewone tongorchis, Mallorca (Spanje)
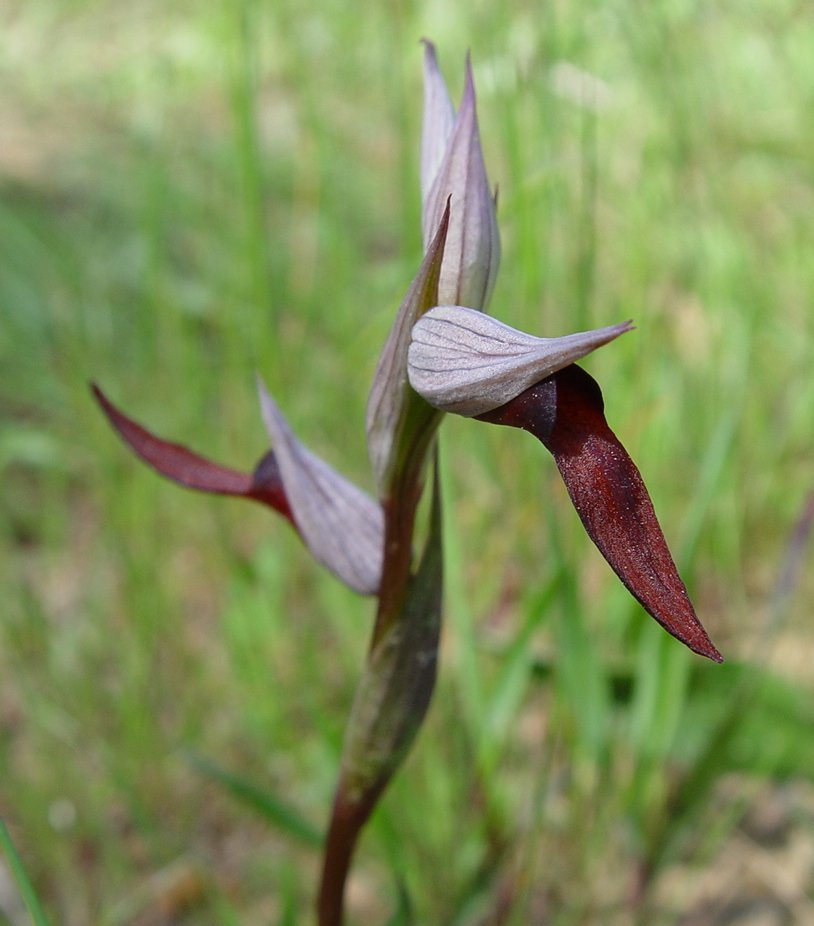
Gewone tongorchis, Algarve (Portugal)